# Rundriemen

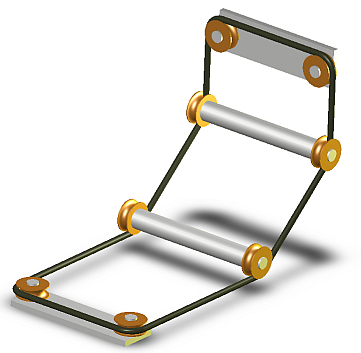
Rundriemenverwendung, schematisch

Rundriemen sind Treibriemen mit rundem Querschnitt.
Sie werden häufig für die Übertragung kleiner Kräfte verwendet. Früher aus Lederstreifen hergestellt (zum Beispiel bei Nähmaschinen), kommen heute runde Kautschukriemen oder Kunststoffriemen (meist aus Polyurethan) zur Anwendung. Sie werden entweder endlos in einer Form gefertigt oder aus Rundschnüren mittels Spezialklebstoff oder Wärmeverschweißung zusammengefügt. Sie haben den Vorteil, dass sie sehr flexibel anwendbar sind. Sie werden beispielsweise bei Textilmaschinen oder in Mechaniken von Kassetten- und  Videorekordern verwendet. Rundriemen erreichen hohe Geschwindigkeiten, haben eine ähnlich hohe Reibung wie Keilriemen, sind aber leichter zu kreuzen. Die Riemenscheiben müssen nicht unbedingt fluchten.

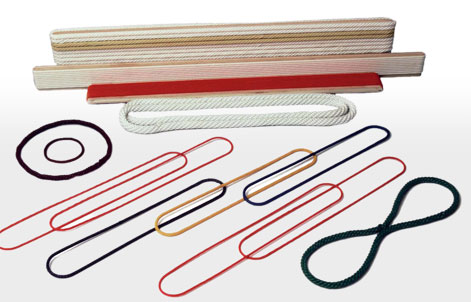
Endlos gedrehte Rundriemen

## Endlos gedrehte Rundriemen
Endlos gedrehte Rundriemen werden aus einem homogenen Strang oder einer Litze endlos gewickelt und ohne Verdickung endlos gespleißt. Für Sondereinsatzfälle besteht die Möglichkeit, den innenliegenden Spleiß zu vulkanisieren oder als Sonderspleiß auszuführen. Dies erhöht die Zugfestigkeit um bis zu 60 %. Bei den elastischen Typen wird die Seele verschweißt.
Durch den besonderen Aufbau sind sie äußerst laufruhig und extrem flexibel und ermöglichen somit kleinste Mindestscheibendurchmesser von 3 × Riemendurchmesser und bei einigen Typen Drehzahlen bis zu 70.000/min, wobei jedoch eine Geschwindigkeit von 60 m/s nicht überschritten werden sollte.
Sämtliche textile Typen lassen sich mit den verschiedensten Beschichtungen imprägnieren, um die Textilfasern vor Abrieb zu schützen, den Reibwert zu erhöhen, oder je nach Kundenvorgabe bestimmte Eigenschaften zu erreichen.